# Łukasz Jędrys
Łukasz Jędrys (ur. 5 października 1988 w Słupsku) – polski wokalista, gitarzysta, autor piosenek, kompozytor i producent muzyczny.

## Życiorys
Ukończył Państwową Szkołę Muzyczną im. Fryderyka Chopina i IV Liceum Ogólnokształcące im. Marii Skłodowskiej-Curie w Olsztynie. Mieszka i tworzy w Olsztynie.

### Kariera
Zaczynał od muzykowania na olsztyńskiej starówce przez wiele lat grywając na deptakach, starówkach, rynkach w Polsce i za granicą. Początkowo na fali fascynacji muzyką rockową i grunge występował w zespołach na stanowisku wokalisty.
W 2009 roku zaczął pisać autorskie utwory i związał się z nurtem piosenki poetyckiej, poezji śpiewanej i piosenki autorskiej. Jako autor piosenek  debiutował na II Festiwalu Piosenki Innej w Lubawie.
Jest laureatem kilkudziesięciu prestiżowych festiwali piosenki poetyckiej i artystycznej takich jak Ogólnopolskie Spotkania Zamkowe „Śpiewajmy Poezję” w Olsztynie, czy Studencki Festiwal Piosenki w Krakowie.
Dzięki otrzymanym stypendiom i nagrodom w 2016 roku wydał debiutancką EP "Aperitif".
W 2025 ukazała się jego pierwsza długogrająca płyta "Żywica", wydana własnym sumptem przy wsparciu społeczności.
Jest związany z olsztyńską sceną muzyczną.

## Nagrody i wyróżnienia

### Nagrody
- I nagroda 58. Studenckiego Festiwalu Piosenki w Krakowie[4]

- Grand Prix im. Agnieszki Osieckiej 44. Ogólnopolskich Spotkań Zamkowych „Śpiewajmy Poezję”[5]

- Grand Prix 24. Ogólnopolskiego Festiwalu Sztuki Słowa "Czy to jest kochanie?" w Elblągu[6]

- Nagroda Główna "Gęste sito krytyki" 27. Biłgorajskich Spotkań z Poezją Śpiewaną i Piosenką Autorską[7]

- I nagroda XV Ogólnopolskiej Giełdy Piosenki Poetyckiej "Wieczorne Nastroje" w Kwidzynie

- I nagroda 17. festiwalu FOPA w Ślesinie[8]

- I nagroda 12. Festiwalu im. Jacka Kaczmarskiego "Nadzieja" w Kołobrzegu[9]

- I nagroda 5. Festiwalu im. Jacka Kaczmarskiego "Metamorfozy Sentymentalne" w  Lublinie[10]

- I nagroda 9. i 11. Festiwalu im. Jacka Kaczmarskiego "Źródło wciąż bije" w Bydgoszczy[11][12]

- Srebrny Klucz festiwalu im. Jonasza Kofty "Moja Wolności" w Warszawie[13]

- III nagroda 60. Ogólnopolskiego Konkursu Recytatorskiego (kat. Poezja Śpiewana) we Włocławku[14]

- Talent Olsztyna 2015[15]

- II nagroda 20. Spotkań z Piosenką Autorską "Oranżeria" w Radzyniu Podlaskim[16]

- III nagroda 41. Ogólnopolskiego Studenckiego Przeglądu Piosenki Turystycznej YAPA w Łodzi[17]

- III nagroda 1. Festiwalu Słowa w Piosence "Frazy" w Poznaniu[18]

## Dyskografia

### Wydawnictwa płytowe
| Rok  | Dane dot. albumu                                                                         |
| ---- | ---------------------------------------------------------------------------------------- |
| 2016 | Aperitif EP - Wydany: 24 grudnia 2016 - Wytwórnia: własnym sumptem - Format: CD, digital |
| 2025 | Żywica - Wydany: 21 marca 2025 - Wytwórnia: własnym sumptem - Format: CD, digital        |

### Single
| Rok  | Tytuł | Album  |
| ---- | ----- | ------ |
| 2025 | Iskra | Żywica |